# Krim Belkacem
Pour les articles homonymes, voir Krim Belkacem (homonymie) et Belkacem.
Dans ce nom, le nom de famille précède le nom personnel.
Krim Belkacem (en kabyle : Belqasem Krim, en tifinagh : ⴱⴻⵍⵇⴰⵙⴻⵎ ⴽⵔⵉⵎ en arabe : كريم بلقاسم), né le 15 décembre 1922 à Aït Yahia Moussa, dans la région de Kabylie, en Algérie, et mort assassiné le  18 octobre 1970 à Francfort, en Allemagne de l'Ouest, est un homme politique algérien, chef historique du Front de libération nationale (FLN) durant la guerre d'indépendance algérienne.
Il signe les termes de négociations en bas du document scellant les accords d'Évian en tant que plus haut gradé des anciens maquisards et seul membre survivant et en liberté parmi les six qui ont déclenché les hostilités du 1er Novembre et en tant que vice-président du gouvernement provisoire de la République algérienne.
Accusé d'avoir organisé au mois d'avril 1967 un attentat contre Houari Boumédiène, Krim Belkacem est condamné à mort par contumace en avril 1969. Réhabilité, son corps est enterré dans le « Carré des Martyrs » à El Alia, à Alger.

## Biographie

### Engagement dans le mouvement national algérien

#### Jeunesse: 1922-1955
Krim Belkacem est le fils d'un caïd. Il fréquente l'école Sarrouy à Alger et y obtient son certificat d'études primaires. Le 21 août 1942, il s'engage aux chantiers de jeunesse à Laghouat. Son père, inquiet de l'intérêt de son fils pour les idées nationalistes, hâte son passage sous les drapeaux et le fait entrer dans l'armée en devançant l'appel de sa classe, le 1er juillet 1943. Il devient un excellent tireur. Le 26 novembre 1944, il est nommé caporal-chef au 1er régiment de tirailleurs algériens. Démobilisé le 4 octobre 1945, il revient vivre à Draâ El Mizan où il occupe le poste de secrétaire auxiliaire de la commune.
Krim Belkacem adhère au PPA et commence à implanter des cellules clandestines dans douze douars autour de Draâ El Mizan, armé d'un pistolet-mitrailleur Sten. Les autorités françaises se rendant compte de son influence sur la population le convoquent le 23 mars 1947 pour « atteinte à la souveraineté de l'État ». Après avoir pris l'avis du PPA, il prend le maquis (sous le pseudonyme de Si Rabah) avec Moh Nachid, Mohamed Talah, Messaoud Ben Arab. Des menaces et des mesures de rétorsion sont exercées sur son père qui refuse de livrer son fils. En représailles, il dresse une embuscade contre le caïd (son propre cousin) et le garde-champêtre. Le garde-champêtre est tué. En 1947 et 1950 il est jugé pour différents meurtres et condamné à mort par contumace.

#### Guerre d'Algérie
Il devient responsable du PPA-MTLD pour toute la Kabylie, et à la tête des 22 maquisards qui composent son état-major il multiplie les contacts directs avec les militants et la population, il réussit à entraîner au moins 500 éléments dans son maquis à la veille de l'insurrection de novembre 1954. Son plus proche collaborateur est Amar Ouamrane, de trois ans son aîné. Le 9 juin 1954, Belkacem rencontre à Alger Mostefa Ben Boulaïd, puis Mohammed Boudiaf et Didouche Mourad, qui parviennent à le convaincre de la nécessité d'une troisième force.
Il ne rompt pas pour autant avec les messalistes, puisque deux de ses représentants (Ali Zamoum et Aït Abdesslam) participent en juillet 1954 au congrès d'Hornu, en Belgique. Il passe un accord avec les cinq responsables du « groupe des 22 », rompt avec Messali en août 1954, sans tenir au courant les militants de son initiative. Devenu le sixième membre de la direction intérieure du FLN (« les six chefs historiques »), Belkacem est le responsable de la zone de Kabylie au moment du déclenchement de l'insurrection.
Belkacem encourage Abane Ramdane à accélérer les préparatifs de la réunion dont le bilan appellera à doter la Révolution d'un programme cohérent et de structures unifiées : le congrès de la Soummam qui se tient dans sa zone le 20 août 1956 et au terme duquel il devient l'un des membres les plus influents du CNRA et du CCE. Il s'installe dès lors avec le CCE à Alger mais continue à suivre de près le fonctionnement de sa wilaya[réf. nécessaire].
Durant l'été 1955, la résistance du FLN en Kabylie est de plus en plus virulente, or depuis l'insurrection, le MNA est devenu l'ennemi avéré du FLN. Les autorités civiles et militaires françaises vont utiliser stratégiquement à leur profit ces rivalités sanglantes[réf. nécessaire].

#### Opération Oiseau bleu: 1956-1962

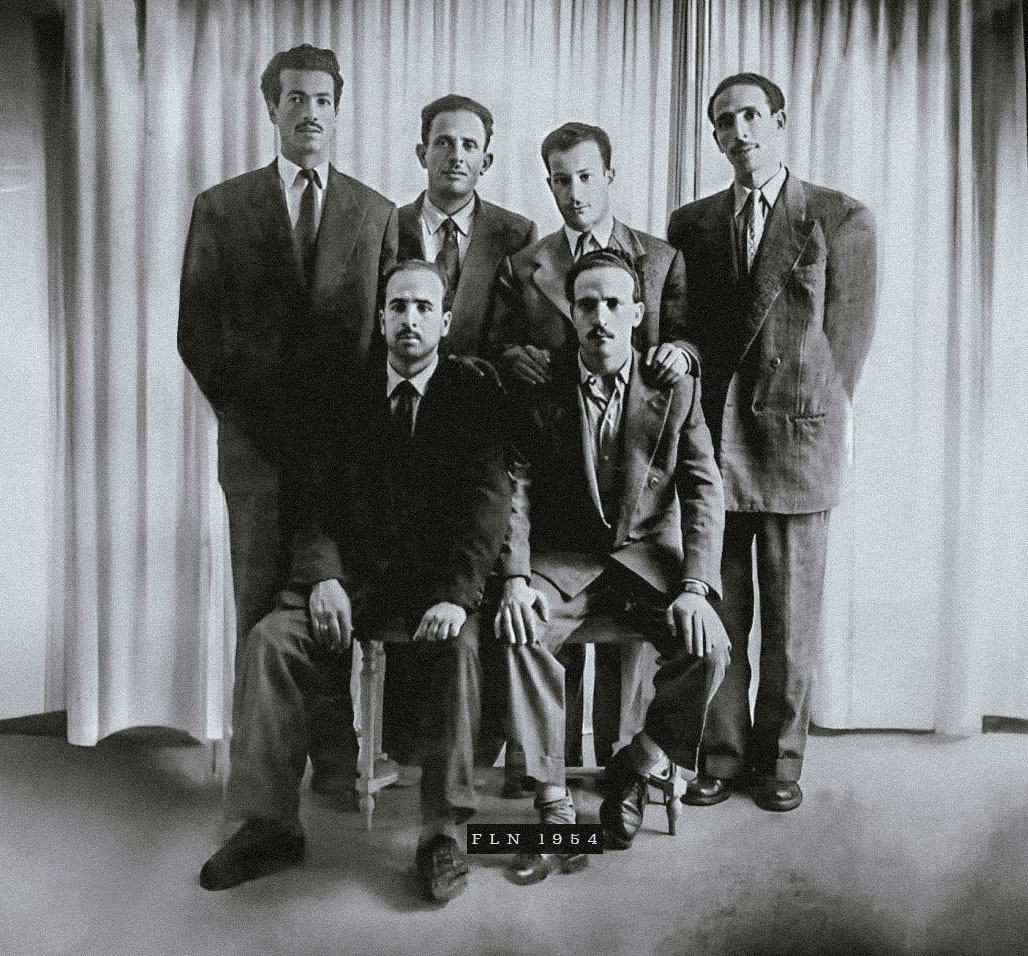
Le groupe des Six, Krim Belkacem en bas à gauche.

À l'automne 1956, les services secrets du SDECE, menèrent en Kabylie, dans la ville d'Azazga d'abord puis chez les Iflissen, l'opération « Oiseau bleu », connue sous l'autre nom de « Force K ». Elle consistait dans la création de « contre maquis » clandestins destinée à lutter contre Belkacem et ses hommes. Les services secrets ont recruté 300 hommes, auxquels sont livrées armes et munitions : 200 armes de guerre arrivent en janvier 1956, et 80 en février-mars. Or, Mehlal Said, Zaidet Ahmed, Omar Toumi, Makhlouf Said et Hammadi réussissent à déjouer avec intelligence cette opération qui va tourner à leur avantage. Le chef de cette opération, le capitaine Hentic, découvre avec stupéfaction que les hommes recrutés sont de vrais militants du FLN, qui profitaient grâce à la « Force K » de la naïveté des Français. Le FLN put ainsi recevoir des armes de guerre qui lui servirent à exécuter ses rivaux du MNA et tout le personnel pro-français dont les cadavres, après mise en scène macabre, étaient présentés comme des maquisards FLN.
L'armée française se rend enfin compte qu'elle a été bernée. Il faut effacer cette humiliation. Le 11 octobre, la 27e DIA et le 3e RPC de Bigeard lancent l'opération « Djenad » avec 10 000 hommes afin d'anéantir les hommes de la « Force K », mais il est trop tard. La plupart des militants du FLN ont eu le temps de rejoindre les rangs de Krim Belkacem avec armes et bagages. La « Force K » a été immédiatement prise en main par le FLN. Krim Belkacem n'aura pas laissé passer l'occasion d'utiliser le paravent d'un prétendu maquis MNA pour se faire approvisionner en armes et en munitions par la France.
Krim Belkacem écrit une lettre au Gouvernement général :

« Monsieur le Ministre,
Vous avez cru introduire, avec la « Force K » un cheval de Troie au sein de la résistance algérienne. Vous vous êtes trompé. Ceux que vous avez pris pour des traîtres à la patrie algérienne étaient de purs patriotes qui n'ont jamais cessé de lutter pour l'indépendance de leur pays et contre le colonialisme. Nous vous remercions de nous avoir procuré des armes qui nous serviront à libérer notre pays. »

Cette sanglante mystification, réussie par Belkacem, a coûté à l'armée française plus de 250 fusils de guerre. Sous le couvert de la « Force K » le FLN avait éliminé en plus tous les militants du parti rival et ceux qui s'étaient placés du côté de la France. Depuis cette affaire Krim Belkacem jouit d'un prestige immense et son nom prend une dimension quasi mythique.
Novembre - décembre 1956, Krim Belkacem a pour mission de créer à Alger la Zone Autonome d'Alger (ZAA), avec ses compagnons du CCE : Abane Ramdane, Larbi Ben M'hidi et Benyoucef Benkhedda, pour superviser la guérilla urbaine dans Alger, il s'attribua les liaisons avec toutes les wilayas, ce qui faisait de lui le chef d'état-major de la zone algéroise et le stratège de la lutte armée. Après la capture de son collègue Ben M'hidi durant la bataille d'Alger, il quitte précipitamment la capitale (5 mars 1957). Accompagné de Benkhedda puis de Bentobbal, il rejoint la Tunisie par la voie du maquis.
Krim Belkacem constitue désormais, avec Bentobal et Boussouf, les 3B, noyau dur des chefs sans lesquels rien ne peut se faire ou se défaire. À la formation du GPRA, le 19 septembre 1958, Belkacem est au faîte de sa puissance: dernier membre actif du FLN, il est vice-président et ministre des Forces armées. À la fin de l'automne, il est pourtant visé personnellement par la tentative de coup d'État des colonels Lamouri, Naouaoura et Aouacheria, soutenue par Gamal Abdel Nasser. Dans le deuxième GPRA (janvier 1960 - août 1961), il conserve la vice-présidence mais passe aux Affaires étrangères. Enfin dans le troisième, il cumule vice-présidence du GPRA et ministère de l'Intérieur. C'est à lui qu'est confiée la délégation aux négociations d’Évian et c'est lui qui signe, du côté algérien, les accords du même nom.
Le 17 juin 1962, il épargne et fait libérer un couple de pieds-noirs accusés d'avoir transporté du plastic pour l'OAS. La scène, qui traduit sa volonté d'apaisement, est abondamment photographiée par Marc Riboud. 
Dans la course au pouvoir qui suit le cessez-le-feu, Krim Belkacem s'oppose à Ben Bella et à l'État-major général. Lorsque se crée le groupe de Tlemcen (11 juillet 1962), il réplique en s'installant à Tizi Ouzou pour organiser la résistance au coup de force ben belliste (25 juillet 1962). Mais il est dépassé par la rapidité des évènements et leur complexité. Après la victoire de Ben Bella et de l'État-major, il se retrouve écarté de la vie politique, se consacre aux affaires et s'installe un moment en France.

### Dans l'Algérie indépendante: 1963-1970

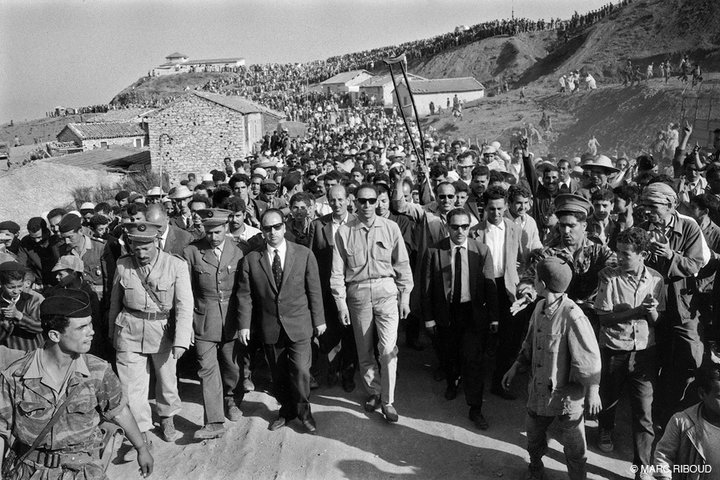
Krim Belkacem, Boudiaf, Aït Ahmed, Si Hmimi et autres à Beni Maouche en 1962.

Après le coup d'État du 19 juin 1965, il repasse dans l'opposition. Accusé d'avoir organisé au mois d'avril 1967 un attentat contre Boumédiène, manipulé et trahi par une partie de son entourage, il est condamné à mort par contumace. Selon sa fille Karima, dans un entretien accordé à El Moudjahid le 25 mars 1998, Belkacem renonça définitivement à la politique au mois d'août 1967 : « Le 4 août 1967, raconte-t-elle, il entassa précipitamment toute sa famille avec quelques effets dans la Volkswagen familiale et roula toute la nuit jusqu'au Maroc. Le lendemain, il est condamné par contumace ».
Commence alors un exil amer, le 17 octobre 1967, il crée avec des amis dont Slimane Amirat, les colonels Amar Ouamrane et Mohand Oulhadj, le Mouvement pour la défense de la révolution algérienne (MDRA), parti clandestin destiné à lutter contre le régime de Boumédiène. La direction du parti est rapidement inflitrée.

## Assassinat
Le 18 octobre 1970, Krim Belkacem est retrouvé mort étranglé avec sa cravate dans une chambre de l'hôtel Intercontinental à Francfort en Allemagne de l'Ouest. L’auteur de l’assassinat n’a pas été déterminé et corroboré. Certaines rumeurs avancent qu'il aurait été assassiné par un commando de trois hommes venus d’Alger, ayant voyagé avec de faux passeports marocains, agissant sous les ordres les services secrets algériens de  Kasdi Merbah et de Houari Boumédiène,,,,.
Il est enterré dans le carré musulman de la ville allemande jusqu'au 24 octobre 1984, date à partir de laquelle, réhabilité, il repose au « Carré des Martyrs » à El Alia, à Alger. Son frère Krim Arezki, également engagé dans la guerre d'indépendance, est mort en octobre 2022 à l'âge de 88 ans.
Un ouvrage de Farid Alilat, Un crime d'état, règlements de comptes au coeur du pouvoir algérien, paraît en 2025.

## Hommages
L'aéroport international d'Hassi Messaoud est renommé Aéroport d'Hassi Messaoud - Oued Irara - Krim Belkacem.
Le boulevard Krim-Belkacem à Alger-Centre, est renommé en son honneur en 1992 par le président Mohamed Boudiaf.
Le lycée de la commune Souk El Tenine dans la wilaya de Béjaïa porte le nom de Krim Belkacem. 
Son portrait figure avec les autres membres du groupe des six du FLN sur le billet de 2000 dinars algériens qui est mis en circulation le 18 mars 2021.

### Filmographie
- Krim Belkacem, film algérien réalisé par Ahmed Rachedi et sorti en 2014.